# الاتحاد الدولي للغولف
 تأسس الاتحاد الدولي للغولف ( IGF ) في عام 1958 وهو الاتحاد الدولي المعترف به من قبل اللجنة الأولمبية الدولية (IOC) كهيئة حاكمة عالمية للغولف. تنقسم IGF إلى فئتين من العضوية تمثل إدارة الجولف دوليًا:
- 132 أعضاء الاتحاد الوطني من 126 دولة [1]
- 22 عضوًا محترفًا، معظمهم من جولات الغولف المحترفة وجمعيات لاعبي الغولف المحترفين [2]

## التاريخ
قام الاتحاد بتغيير اسمه من «المجلس العالمي للغولف للهواة» في عام 2003. تأسست في عام 1958 بغرض ترتيب مسابقات دولية للهواة وتنظم بطولتين عالميتين لهواة الفريق، كأس أيزنهاور للرجال وكأس اسبيريتو سانتو للنساء. 

## سكرتارية
يقع المقر الرئيسي للاتحاد الدولي للغولف (IGF) على ضفاف بحيرة جنيف في لوزان ، سويسرا .

## الاختصاص القضائي
على عكس معظم الاتحادات الرياضية المعترف بها دوليًا، فإن IGF ليست مسؤولة عن تطوير قواعد الغولف أو صيانتها أو إدارتها. تم تطوير القواعد وإدارتها لدول أمريكا الشمالية في الولايات المتحدة والمكسيك من قبل اتحاد الغولف الأمريكي (USGA) ، وتوازن العالم من قبل " R&amp;A " ، الذي كان في السابق وظيفة من نادي الغولف الملكي والقديم سانت أندروز .

## الأحداث

### الألعاب الأولمبية
كانت لعبة الغولف رياضة أولمبية افتتاحية في ألعاب 1904 في سانت لويس، ميزوري، الولايات المتحدة الأمريكية، الولايات المتحدة وكندا هي الدول الوحيدة المتنافسة. تعني عولمة الرياضة أنه بعد محاولتين فاشلتين تم إدراج الرياضة في الألعاب الأولمبية الصيفية لعام 2016 وسيتم تضمينها في الألعاب الأولمبية لعام 2020 . وافق المجلس التنفيذي للجنة الأولمبية الدولية على إدراج القرار بأغلبية 63 صوتًا مقابل 27.   وقال المدير التنفيذي للاتحاد الدولي للغولف، أنتوني سكانلون، لمنفذ الأخبار الأولمبية حول الحلقات أن كبار اللاعبين مثل تايجر وودز وأنيكا سورينستام سيظهرون التزامهم بالمشاركة الأولمبية للغولف من خلال مشاركتهم في الأحداث الأولمبية.

### كأس ايزنهاور
كأس أيزنهاور هي بطولة عالمية كل سنتين للاعبي الغولف الهواة. عقد هذا الحدث لأول مرة في عام 1958 ، وقد سمي على اسم دوايت أيزنهاور الذي كان رئيسًا للولايات المتحدة في ذلك الوقت.

### كأس اسبيريتو سانتو
كأس اسبيريتو سانتو هو بطولة عالمية كل سنتين لهواة الغولف من النساء. تم عقده لأول مرة في عام 1964 ، نظمته السيدة هنري بروناريت ولالي سيغارد، وتم تسميته على اسم ريكاردو وسيلفيا إسبيريتو سانتو، أصدقاء سيغارد الذين تبرعوا بالكأس.

## الفئة

### الاتحادات الوطنية
يضم الاتحاد الدولي للغولف 132 اتحادًا من 126 دولة

### الاتحادات القارية / الإقليمية
تم تشكيل الاتحاد الإقليمي السبعة  التالي مع العضوية الوطنية للاتحاد الدولي للغولف.
- الاتحاد الأفريقي للغولف
- اتحاد الغولف للأمريكتين
- الاتحاد العربي للغولف
- اتحاد آسيا والمحيط الهادئ للغولف
- اتحاد الكاريبي للغولف [7]
- European Golf Association [خطأ: تحقق من وسيط ورمز اللغة]
- اتحاد أمريكا الجنوبية للغولف

## مهمة الاتحاد الدولي للغولف
- تعزيز الغولف كرياضة أولمبية وأولمبياد المعاقين
- تشجيع التنمية الدولية للغولف
- إدارة قوانين وممارسات وأنشطة لعبة الغولف باعتبارها الاتحاد الدولي المعترف به داخل الحركة الأولمبية وأولمبياد المعاقين
- تنظيم مسابقات الغولف في الألعاب الأولمبية والألعاب الأولمبية للشباب وبطولات فريق الهواة العالمية.(1)

## تاريخ لعبة الغولف
- 100 قبل الميلاد تعود الأشكال المبكرة للغولف إلى لعبة paganica الرومانية، حيث استخدم المشاركون عصا معلقة لضرب كرة جلدية محشوة

- 960-1279 ألعاب مشابهة للغولف - تدعى chuíw án - تُلعب مع عدة أندية ويتم لعب كرة في الصين خلال عهد أسرة سونغ

- القرن الخامس عشر يعود أصل اللعبة الحديثة عادة إلى اسكتلندا. في القرن الخامس عشر

- 1457 أقر البرلمان الإسكتلندي عدة قوانين تحظر ممارسة اللعبة، إلى جانب كرة القدم (soccer) ، لأن الرياضتين كانتا تتدخلان في ممارسة الرماية، التي كانت ضرورية للدفاع الوطني. تم تمرير القانون الأول في عام 1457 من قبل جيمس الثاني، ملك اسكتلندا، وتم تأكيده في 1471 و 1491.

- 1500 تم رفع الحظر عن لعبة الغولف في اسكتلندا، وخلال عامين، بدأ الملك جيمس الرابع ملك اسكتلندا في لعب المباراة بنفسه.

- 1552 يعترف ميثاق رئيس الأساقفة هاميلتون بحق شعب سانت أندروز في لعب الغولف في الملعب القديم.

- 1567 ذكرت ماري كوين من الأسكتلنديين أنها تلعب الغولف بعد أيام فقط من مقتل زوجها اللورد دارنلي.

- 1603 الملك جيمس السادس يصعد إلى العرش الإنكليزي ويبدأ بلاطه بلعب الغولف في بلاكهيث في لندن.

- 1724 - أول إشارة معروفة إلى كرات الغولف المحشوة بالريش. كانت مصنوعة في السابق من الجلد الصلب.

- 1729 - أول إشارة معروفة إلى لعبة الغولف في الولايات المتحدة الأمريكية حيث تم تسجيل النوادي في ملكية ويليام بورنت، حاكم ولاية ماساتشوستس.

- 1744 تم تحديد القواعد الأولى للغولف من قبل شركة الشرفاء في أدنبره.

- 1754 تم تشكيل جمعية سانت أندروز. أصبح نادي الغولف الملكي والقديم في سانت أندروز في عام 1834.

- 1764 تم تخفيض الدورة القديمة في سانت أندروز من 22 حفرة إلى 18 حفرة. أصبح هذا الشكل المعترف به للعبة حول العالم.

- 1848 تم إدخال كرة البوتشا. كانت كرة صلبة، مصنوعة من شرائح ناعمة من gutta percha ، (النسغ المجفف لشجرة Sapodilla) في الماء المغلي ثم صب الكرة باليد قبل وضعها في الماء البارد لتتصلب.

- 1860 لعبت البطولة المفتوحة الأولى في بريستويك وفاز بها ويلي بارك سينيور من اسكتلندا.
- 1885 جاء سكرتير نادي ليفربول الملكي للغولف بفكرة حدث للهواة تمت فيه دعوة الأندية الرائدة لإرسال المشاركين. تُقام بطولة الهواة لأول مرة عام 1885 في Hoylake. وقد فاز بها ألان ماكفي من إنكلترا.
- أصبح البرسيمون عام 1890 خشبًا شائعًا لصنع رؤوس الأندية.
- 1893 تم تشكيل اتحاد السيدات للغولف في المملكة المتحدة، ويتم لعب بطولة السيدات البريطانية للغولف لأول مرة في Royal Lytham & St Annes. وفازت بها السيدة مارغريت سكوت من إنكلترا.
- 1894 تم تشكيل اتحاد الغولف الأمريكي (USGA) في نيويورك. كانت إحدى أهم وظائفها هي العمل كمحكم في مسائل وضع الهواة. الأعضاء الخمسة المستأجرين في USGA المشكلين حديثًا هم نادي سانت أندروز للغولف في يونكرز، نيويورك، نيوبورت (RI) نادي الغولف، Shinnecock Hills Golf Club in Southampton ، NY ، The Country Club in Brookline ، Mass. ، و Chicago Golf نادي في ويتون، إيلينوي.
- 1895 تُلعب بطولة الهواة الأمريكية وبطولة الولايات المتحدة المفتوحة لأول مرة في نيوبورت كونتري كلوب، رود آيلاند وفاز بها على التوالي تشارلز بي ماكدونالد (الولايات المتحدة الأمريكية) وهوراس رولينز (إنكلترا). كما تُلعب بطولة الهواة الأمريكية للغولف لأول مرة في Meadow Brook Club في لونغ آيلاند وفازت بها لوسي بارنز براون الأمريكية.
- 1900 تم لعب الغولف في دورة الألعاب الأولمبية في باريس. شارك اثنان وعشرون مشاركًا (12 رجلاً و 10 نساء) من أربعة بلدان تنافسوا في أحداث اللعب الفردي للسكتة الدماغية المكونة من 36 حفرة للرجال والنساء. كانت البطلة الأولمبية للسيدات مارجريت أبوت (الولايات المتحدة الأمريكية) وكان تشارلز ساندز (الولايات المتحدة الأمريكية) بطل الرجال .1901 تم تقديم كرة هاسكل ذات القلب المطاطي. غيرت طريقة لعب اللعبة. سافرت كرة هاسكل إلى أبعد من كرة جاتشا-بيرشا القديمة وتكلفتها أقل بكثير لأنه يمكن إنتاجها بكميات كبيرة. ارتفعت شعبية اللعبة ردا على ذلك.
- 901 تم تشكيل أول اتحاد محترف للاعبي الغولف (PGA) في المملكة المتحدة.
- 1904 تم لعب الغولف للمرة الثانية في الألعاب الأولمبية في سانت لويس. تم تنظيم مسابقات الرجال فقط. (فاز فريق الولايات المتحدة الأمريكية بحدث جماعي مكون من 36 حفرة وفاز بالحدث الفردي جورج ليون من كندا).
- 1916 تم تشكيل رابطة لاعبي الغولف المحترفين الأمريكية ولعبت بطولة الولايات المتحدة للمحترفين لأول مرة في سيوانوي كونتري كلوب في نيويورك.
- 1921 تم لعب كأس رايدر لأول مرة بين المحترفين الرجال في بريطانيا العظمى والولايات المتحدة الأمريكية في جلينيجلز. فازت به بريطانيا العظمى.
- 1922 تم لعب كأس ووكر لأول مرة بين هواة الرجال في بريطانيا العظمى وأيرلندا والولايات المتحدة الأمريكية في National Golf Links of America في ساوثهامبتون، نيويورك. فازت بها الولايات المتحدة.
- 1929 تقبل شركة R&A النوادي ذات الأعمدة الفولاذية.
- 1930 أكمل بوبي جونز بطولة غراند سلام، بطولة الهواة، بطولة الولايات المتحدة المفتوحة وبطولة الهواة الأمريكية في موسم واحد.
- 1932 لعبت كأس كورتيس لأول مرة بين هواة السيدات في بريطانيا العظمى وأيرلندا والولايات المتحدة في وينتورث. فازت بها الولايات المتحدة.
- 1934 تم تنظيم الماجستير الافتتاحي في أوغوستا الوطنية. فاز بها هورتون سميث من الولايات المتحدة الأمريكية.
- 1946 لعبت بطولة الولايات المتحدة المفتوحة لأول مرة في سبوكان كونتري كلوب في واشنطن وفاز بها باتي بيرج من الولايات المتحدة.
- 1950: تم تشكيل جمعية السيدات المحترفات في الغولف في الولايات المتحدة الأمريكية.
- 1953 أصبحت بطولة تام أو شانتر العالمية للجولف أول بطولة جولف متلفزة على الصعيد الوطني في الولايات المتحدة الأمريكية.
- 1955 تُلعب بطولة LPGA لأول مرة في Orchard Ridge Country Club. وفاز بها الأمريكي بيفرلي هانسون.
- 1958 شكل ممثلو 35 منظمة وطنية لهواة الغولف المجلس العالمي لهواة الغولف. يوافقون على تنظيم بطولة العالم للهواة مع فرق من الرجال يتنافسون على كأس أيزنهاور، الذي سمي على اسم الرئيس دوايت دي أيزنهاور. تم تنظيم الحدث في أولد كورس في سانت أندروز، وهزمت أستراليا الولايات المتحدة في مباراة فاصلة.
- 1964 تم توسيع مباراة ودية بين فريق Curtis الأمريكي وفرنسا لدعوة فرق دولية أخرى لإنشاء بطولة العالم للهواة فريق السيدات. وقد قدم الكأس السيدة إسبيريتو سانتو سيلفا من خلال الاتحاد البرتغالي للغولف. شارك ما مجموعه 25 فريقا في المسابقة الافتتاحية في نادي سان جيرمان للغولف في فرنسا والتي فاز بها الفريق المضيف.
- 1976 لعبت بطولة بريطانيا المفتوحة للسيدات للمرة الأولى في نادي فولفورد للغولف. وفازت بها جيني لي سميث من إنكلترا.
- تم إدخال الأخشاب المعدنية المصنوعة من الفولاذ المقاوم للصدأ في عام 1980.
- 1994 تم لعب The Evian Masters لأول مرة في Evian-les-Bains في فرنسا. وفازت بها هيلين ألفريدسون السويدية.
- تُستخدم مواد عام 2000 مثل الجرافيت والتيتانيوم وألياف الكربون والتنغستن لتصنيع نوادي الغولف.
- 2003 أصبح مجلس الغولف العالمي للهواة الاتحاد الدولي للغولف.
- 2009 - صوتت اللجنة الأولمبية الدولية (IOC) لصالح عودة لعبة الغولف إلى دورة الألعاب الأولمبية لعام 2016 في ريو دي جانيرو.
- 2010 تجري البطولة المفتوحة للذكرى 150 على الدورة القديمة في سانت أندروز.
- تم لعب لعبة غولف 2016 في الألعاب الأولمبية في ريو دي جانيرو لأول مرة منذ 112 عامًا.(2)

## تأريخ الاتحاد الدولي للغولف IGF
- كانون الثاني/ يناير 1958
- تلقت وكالة USGA العديد من الدعوات لمباريات دولية ضد دول فردية ولم تتمكن من حضورها جميعًا، واقترحت اللجنة التنفيذية USGA ، التي ناقشت دعوة سخية أخرى - هذه المرة من اليابان - أنه حان الوقت لإقامة مسابقة فريق دولي حتى يتسنى لجميع البلدان يمكنهم المشاركة في هذه الأنواع من الأحداث.
- آذار/مارس 1958 ذهب ممثلون عن USGA إلى اسكتلندا لمناقشة الفكرة مع ممثلين عن R&A. تم استقبال المفهوم بحماس.
- آيار/مايو 1958 يجتمع ممثلون من 35 دولة في واشنطن العاصمة، وتستضيفهم USGA و R&A ، لتأسيس مجلس الغولف العالمي للهواة، حتى يتمكن من إجراء بطولة فريق الهواة العالمية. يتم ترتيب الاجتماع من خلال التعاون مع شركة بان أمريكان إيرلاينز ووزارة الخارجية الأمريكية، وتمول رحلات جميع الحاضرين من قبل مجموعة مجهولة تسمى أصدقاء الغولف الأمريكي، ويرحب الرئيس دوايت د. . بدأ المجلس بـ 32 منظمة عضو وتم إنشاء المواد الحاكمة.
- تشرين الأول/أكتوبر 1958 استضافت R&A البطولة الأولى في الدورة القديمة في سانت أندروز، اسكتلندا. يهزم الفريق الأسترالي الفريق الأمريكي في مباراة فاصلة من 18 حفرة بضربتين. بوبي جونز هو كابتن فريق الولايات المتحدة، وبإذن من رئيس الولايات المتحدة الأمريكية، تُلعب المسابقة لكأس أيزنهاور، والتي تم نقشها، «لتعزيز الصداقة والروح الرياضية بين شعوب العالم،» المبدأ التوجيهي للمجلس. يتم تقديم الكأس إلى USGA و R&A من قبل أصدقاء الغولف الأمريكي.
- أيلول/سبتمبر 1960 تستضيف USGA البطولة الثانية في نادي ميريون للغولف (ملعب شرقي) في أردمور، بنسلفانيا. على الرغم من أن مندوبي 1958 الأصليين تصوروا أن البطولة من المحتمل أن تكون لعبة مباراة بحلول هذا العام، إلا أنها ظلت في حالة تأهب حتى يومنا هذا. لا يزال سجل جاك نيكلوس المكون من 72 حفرة والبالغ 269 حفرة قائمًا حتى اليوم. (فاز بن هوجان ببطولة الولايات المتحدة المفتوحة عام 1950 في ميريون برصيد 287.).
- 1964 يقترح الاتحاد الفرنسي للغولف أن يأتي فريق كأس كورتيس الأمريكي إلى فرنسا في مباراة غير رسمية بعد مباراة كأس كورتيس في ويلز في ذلك العام. تقبل USGA الدعوة ولكنها تقترح أيضًا دعوة دول أخرى لإنشاء نظير نسائي في بطولة العالم للهواة. يسعد الفرنسيون بالقيام بذلك، وقد خططت البطولة Vicomtesse de Saint Sauveur (المعروفة للعديد من قراءك باسم Lally Segard) ، من فرنسا، والسيدة Henri Prunaret ، من الولايات المتحدة الأمريكية، للبطولة. بالإضافة إلى ذلك، كان لدى Vicomtesse de Saint Sauveur فكرة أن تطلب من أصدقائها من البرتغال ما إذا كانوا على استعداد للتبرع بكأس سمعت أنهم يمتلكونه، وأكد ريكاردو وسيلفيا إسبيريتو سانتو أن لديهم كأس مطلي بالذهب، في الأصل مملوكة لنيكولاس الثاني، قيصر روسيا، الذي تم شراؤه في مزاد بعد الثورة الروسية عام 1917. كان إسبيريتو سانتوس في الأصل ينوي الكأس لحدث برتغالي دولي لم يعد يتم لعبه، وكان مسرورًا لإعطاء الكأس لصالح بطولة العالم.
- تشرين الأول/أكتوبر 1964 عقد الاتحاد الفرنسي للغولف أول بطولة عالمية لهواة السيدات. يتنافس خمسة وعشرون فريقا. تتفوق فرنسا على الولايات المتحدة بضربة واحدة، وبفضل الشكر الصادق لفرنسا، تم الاتفاق بالإجماع على أن المجلس العالمي للهواة سوف يرعى ويدير حدث السيدات بعد ذلك.
- 2003 مجلس الغولف العالمي للهواة يغير اسمه إلى الاتحاد الدولي للغولف.
- 2008 وافقت عضوية الاتحاد الدولي للغولف (IGF) على تشكيل اللجنة الأولمبية للغولف لتنسيق عرض الغولف على البرنامج الأولمبي.
- تشرين الأول/أكتوبر 2009 في الجلسة التنفيذية للجنة الأولمبية الدولية في تشرين الأول/أكتوبر 2009 في كوبنهاغن، تم التصويت للغولف كأحد الرياضات الجديدة في البرنامج الأولمبي بعد غيابه لمدة 113 عامًا - منذ 1904 دورة الألعاب الأولمبية في سانت لويس، الولايات المتحدة الأمريكية.
- تشرين الأول/أكتوبر 2010 نظرًا لأنه من الشروط المسبقة للجنة الأولمبية الدولية لكل رياضة في البرنامج الأولمبي أن يكون هناك اتحاد دولي كهيئة تمثيلية له، فقد تم اعتبار الاتحاد الدولي للغولف أكثر الهيئات الموجودة ملاءمة للقيام بذلك. في اجتماع الاتحاد الدولي للغولف الذي يعقد كل عامين في الأرجنتين، تم التصديق على الدستور الجديد للاتحاد الدولي للغولف وانتقل مقر الاتحاد إلى لوزان، سويسرا. تم تشكيل مجلس إدارة الاتحاد الدولي للغولف وتم منح الاتحاد الدولي للغولف للمهنيين كفئة إضافية من العضوية.
- آب/أغسطس 2014 بدأت الألعاب الأولمبية للشباب (YOG) في عام 2010 وهي مفتوحة للرياضيين الذين تتراوح أعمارهم بين 15 و 18 عامًا. أقيمت لعبة الغولف لأول مرة في YOG في نانجينغ التي أقيمت بين 16 و 28 آب/أغسطس 2014 ، إيذانا بعودة الغولف التاريخية إلى المرحلة الأولمبية بعد إعادة القبول في البرنامج الأولمبي في عام 2010. أقيمت مسابقات الغولف من 19 إلى 26 آب/أغسطس 2014 في نادي تشونغشان الدولي للغولف. في منافسة الرجال الفردية، فاز الإيطالي ريناتو باراتور بالميدالية الذهبية، تلاه السويدي ماركوس كينهولت الذي حصل على الميدالية الفضية وتايلاندي دانتاي بونما الذي فاز بالبرونزية على النرويجي فيكتور هوفلاند، بعد مباراة فاصلة. في المنافسة الفردية للسيدات، حصلت الكورية لي سويونغ على الميدالية الذهبية، تليها تايبي الصينية تشنغ سسو تشيا، التي فازت بالميدالية الفضية وسوباماس سانجشان، من تايلاند، التي فازت بالميدالية البرونزية. في حدث الفريق المختلط، فازت السويد بالميدالية الذهبية بعد فوز دراماتيكي على كوريا الجنوبية، تلاه مباراة فاصلة أخرى للميدالية البرونزية، فازت بها إيطاليا على الدنمارك.
- آب/أغسطس 2016 عادت لعبة غولف إلى تاريخها التاريخي للألعاب الأولمبية بعد غياب 112 سنة منذ آخر مرة لعبت فيها في سانت لويس. تم ضرب اللقطة الافتتاحية لمسابقة فردي للرجال في الساعة 7:30 صباحًا يوم الخميس 11 آب/أغسطس 2016 في ملعب ريسيرفا دا مارابيندي للغولف في ريو دي جانيرو. صنع جوستين روز التاريخ عندما أصبح أول بطل أولمبي للجولف منذ عام 1904 ، يليه عن كثب السويدي هنريك ستينسون الذي حصل على الميدالية الفضية والأمريكي مات كوشار الذي احتل المركز الثالث، وحصل على البرونزية. في مسابقة اللعب الفردية للسيدات، فازت إنبي بارك من جمهورية كوريا بالميدالية الذهبية الأولمبية في لعبة غولف السيدات منذ عام 1900 في سباق ضيق مع المصنفة الأولى عالميا ليديا كو من نيوزيلندا التي فازت بالميدالية الفضية، تليها الصين شانشان فنغ الذي ادعى البرونزية.(3)

## الهوامش
- (1) نقلاً عن الموقع الرسمي للاتحاد: https://www.igfgolf.org/about-igf/mission/

- (2) نقلا عن الموقع الرسمي للاتحاد : https://www.igfgolf.org/about-golf/history/
- (3) نقلا عن الموقع الرسمي للاتحاد : https://www.igfgolf.org/about-igf/igf-history/

## روابط خارجية
- موقع رسمي
- https://www.igfgolf.org/